# Ram Jam
Ram Jam var en Southern Rock Gruppe fra New York City, New York, USA der blev dannet i 1977. I 1977 udgav bandet albummet: Ram Jam, i dette album, var der bandet mest kendte nummer: "Black Betty". Musikproducerne der var med til at lave albummet var Jeffry Katz og Jerry Kasenetz.